# Romila Thapar
Romila Thapar, född den 30 november 1931, är en indisk historiker som huvudsakligen har forskat om det forntida Indien.

## Biografi
Romila Thapar föddes den 30 november 1931 i Lucknow, under hennes mor Kaushalyas resa från Rangoon till Lahore. Romilas moster bodde i Lucknow, och det var hemma hos mostern som hon föddes. Hennes far var militärläkaren Daya Ram Thapar. 1958 doktorerade Romila i orient- och afrikastudier vid University of London. För närvarande är Thapar professor emerita vid Jawaharlal Nehru University i New Delhi. Hon är även gästprofessor vid Cornell University, University of Pennsylvania och College de France i Paris.

## Forskning
I sin forskning om forntida Indien har Thapar undersökt frågor som berör socioekonomiska relationer, kast och kön i det forntida Indien. Ämnen hon har forskat och skrivit om är: Induskulturen, debatten om arier, varna/kastsamhälle, gana, den vediska och senvediska tiden, Somnath-templet, Ashoka, Mauryariket, buddhism, Shakuntala, shramana- och brahmana-traditioner, m.fl.
Hennes forskning har ofta bedrivits från ett marxistiskt perspektiv, där hon har analyserat hur kultur och religion har använts som ett instrument för utnyttjande och hur kultur och religion har påverkat socioekonomiska relationer. Som historiker har hon också arbetat med att kritisera koloniala, nationella och marxistiska historiografier. Hon har bland annat undersökt hur kolonisternas förståelse för Indien har samverkat med det koloniala projektet, hur detta förstärkte den dominerande kulturen i det dåvarande Indien och hur detta i förlängningen påverkade framväxten av den indiska nationalismen.
Grovt förenklat kan man säga att det före Thapars forskning fanns två vitt skilda dominerande synsätt på indisk historia, ett brittiskt kolonialt perspektiv och ett indiskt nationalistiskt perspektiv. Det brittiska koloniala perspektivet såg Indiens historia som en historia av indisk stagnation och som "ett varuhus av historiska fakta som Europa sedan länge blivit av med". Det indiska nationalistiska perspektivet kom å andra sidan från självständighetsrörelsen och hävdade att Indien före den brittiska koloniseringen hade varit ett idylliskt och harmoniskt samhälle. Thapars stora gärning är att hon har förmått den indiska historievetenskapen att förflytta sig bortom den här historiskt ogrundade uppdelningen och att hon har skapat ett mer kritiskt och vetenskapligt förhållningssätt till historien.
Thapars metod präglas av ett interdisciplinärt arbetssätt, där hon använder kunskaper och metoder från flera olika discipliner och vetenskaper, bland annat sociologi, antropologi, arkeologi och andra samhällsvetenskaper.